# Warsonofiusz (Wynyczenko)
Warsonofiusz, imię świeckie Wołodymyr Semenowycz Wynyczenko (ur. 19 marca 1961 w Doniecku) – biskup Ukraińskiego Kościoła Prawosławnego Patriarchatu Moskiewskiego.

## Życiorys
Pochodzi z rodziny robotniczej. Wykształcenie średnie uzyskał w technikum automatyki przemysłowej w Doniecku w 1981, następnie, zgodnie z otrzymanym nakazem pracy, został zatrudniony w Rostowie nad Donem, a następnie w Majkopie. W 1993 ukończył studia na Moskiewskim Uniwersytecie Technicznym. W roku następnym został zatrudniony przez eparchię majkopską jako ekonom. 7 stycznia 1995 arcybiskup majkopski i adygejski Aleksander wyświęcił go na diakona, zaś 19 stycznia tego samego roku – na kapłana, wyznaczając go do służby duszpasterskiej w katedralnym soborze Trójcy Świętej w Majkopie.
W grudniu 1995 został przyjęty w poczet duchowieństwa eparchii donieckiej. Służył w cerkwi św. Sergiusza z Radoneża w Doniecku. 21 sierpnia 1996 złożył wieczyste śluby mnisze przed namiestnikiem Monasteru Świętogórskiego, archimandrytą Arseniuszem, przyjmując imię mnisze Warsonofiusz na cześć św. Warsonofiusza z Optiny. Od 1997 do 1998 żył w monasterze Kaspierowskiej Ikony Matki Bożej w Gruzko-Łomowce. Następnie służył w cerkwi św. Tichona w Nowodoniecku (1998–2000), św. Agapita Pieczerskiego w Doniecku (2000–2002), w żeńskim monasterze Iwerskiej Ikony Matki Bożej w Doniecku w charakterze kapelana (od 2002). W 1999 otrzymał godność igumena, zaś w 2004 – archimandryty. W 2007 uzyskał dyplom moskiewskiego seminarium duchownego, zaś w 2008 został zatrudniony na Uniwersytecie w Doniecku jako wykładowca historii Rosyjskiego Kościoła Prawosławnego oraz teologii zasadniczej.
15 marca 2013 Święty Synod Ukraińskiego Kościoła Prawosławnego nominował go na biskupa nowoazowskiego, wikariusza eparchii donieckiej. Chirotonia biskupia odbyła się 30 marca tego samego roku w głównym soborze monasteru św. Pantelejmona w Kijowie.
W 2022 r. został podniesiony do godności arcybiskupiej.
W 2025 r. Święty Synod Rosyjskiego Kościoła Prawosławnego przeniósł go na katedrę kokczetawską i akmolińską.